# Akulovka
Akulovka (en rus: Акуловка) és un poble (un khútor) de l'óblast de Kursk, a Rússia, que en el cens del 2010 tenia 9 habitants. Pertany al districte rural de Gorxétxnoie.